# Erinnyis flavicans
Erinnyis flavicans är en fjärilsart som beskrevs av Johann August Ephraim Goeze 1780. Erinnyis flavicans ingår i släktet Erinnyis och familjen svärmare. Inga underarter finns listade i Catalogue of Life.